# Ludovic Alleaume
Pour les articles homonymes, voir Alleaume.
Ludovic Alleaume, né le 24 mars 1859 à Angers et mort le 14 janvier 1941 à Paris, est un peintre, graveur et illustrateur français.

## Biographie
Ludovic René Alleaume naît le 24 mars 1859 à Angers, en Maine-et-Loire. Il est le fils d’Auguste Symphorien Alleaume (1821-1895) et de Rose Hodée (1827-1909). Son père est l'auteur de l'ouvrage Les brevets d'invention, contenant l'horlogerie, paru en 1873.
Élève de l'école régionale des beaux-arts d'Angers auprès du peintre Eugène Brunclair, il devient apprenti chez des peintres décorateurs à Angers. Il rejoint ensuite l'École des beaux-arts de Paris où il est admis dans les ateliers d'Ernest Hébert et de Luc-Olivier Merson. Ludovic Alleaume est principalement un portraitiste. En 1883, il débute au Salon des artistes français.
Il est le frère d'Auguste Alleaume, spécialiste du vitrail. Artiste multidisciplinaire, il participe à son atelier à Laval de 1893 à 1937, en travaillant aussi avec son autre frère Paul (1856-1940), monteur-coupeur. Il réalise aussi des décors muraux en compagnie de Ladislas Dymkovski, apparenté à sa famille. C'est lui qui fera les dessins que lui commande son frère pour certains vitraux et c'est ainsi qu'il travaille avec Lecomte et Colin à Rennes, Jacques-Philippe Imberton, Henri Carot, Louis-Charles-Marie Champigneulle (1853-1905) à Paris, François Comère à Bruxelles, Haudecœur à Lille, ainsi qu'avec Pierre-Jules Boulanger (1833-1911), maître-verrier à Rouen.  
Plusieurs fois récompensé pour sa peinture, il obtient la Légion d'honneur en 1927. Il collabore comme illustrateur pour La revue de Bretagne, La revue de l'Anjou et Le Monde illustré. Il partage son temps entre son atelier boulevard Saint-Germain à Paris et l'atelier de son frère. Ludovic Alleaume meurt le 14 janvier 1941 à Paris.

## Distinctions
- Chevalier de la Légion d'honneur (1927)

## Collections publiques
- Angers, musée des Beaux-Arts[9] :

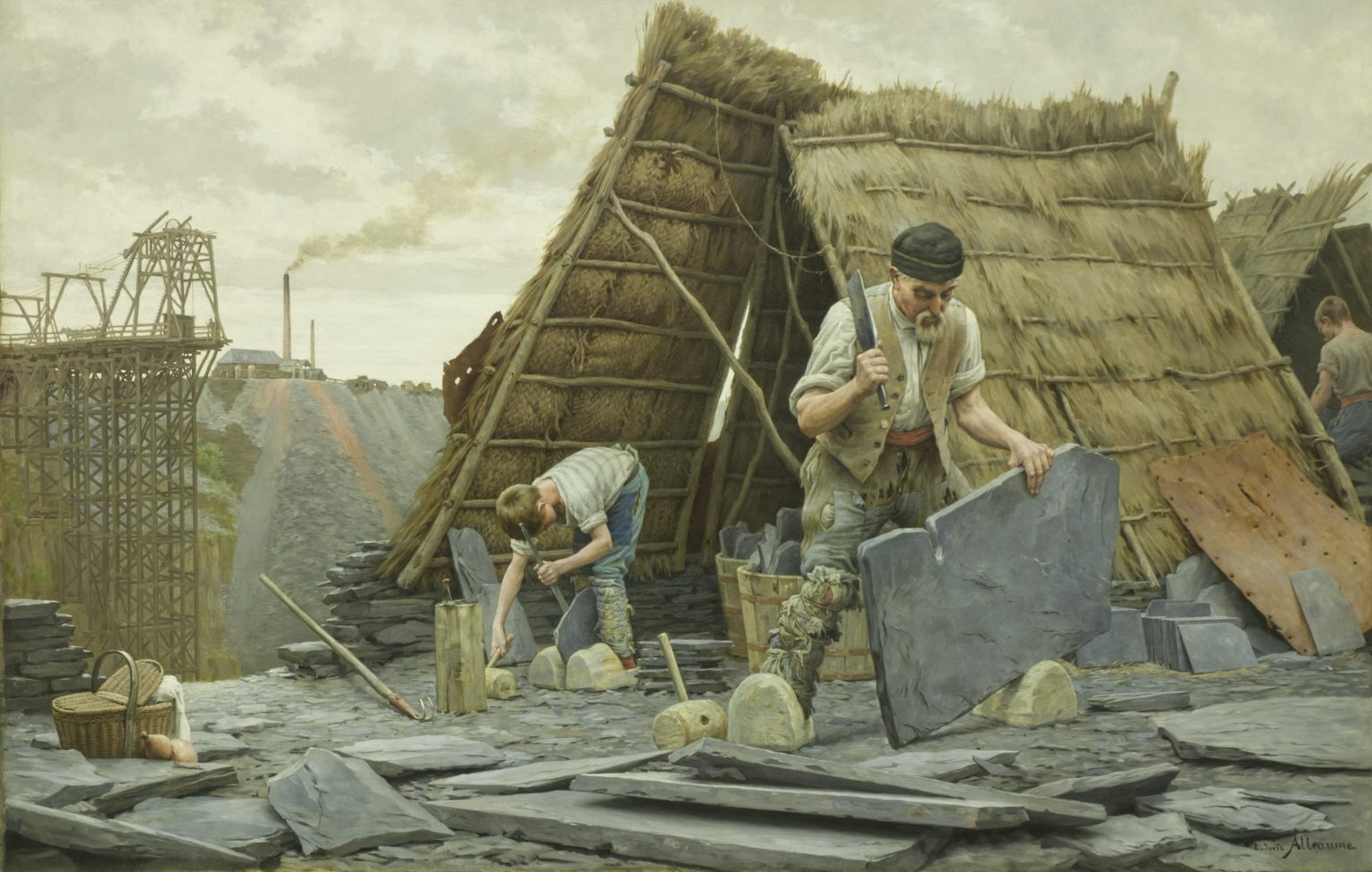
Les Fendeurs d'ardoises, vers 1887, Laval, musée du Vieux-Château.

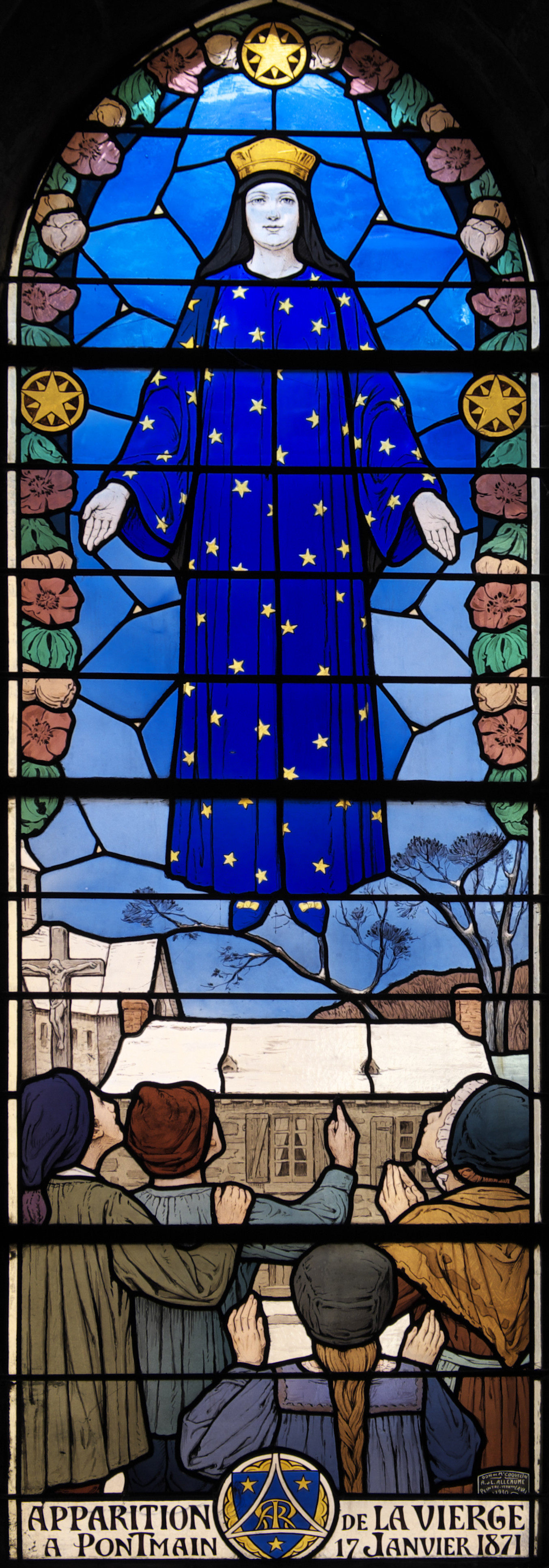
Auguste et Ludovic Alleaume, Apparition de la Vierge à Pontmai. 17 janvier 1871, vers 1887, vitrail, église Saint-Germain d'Andrésy.

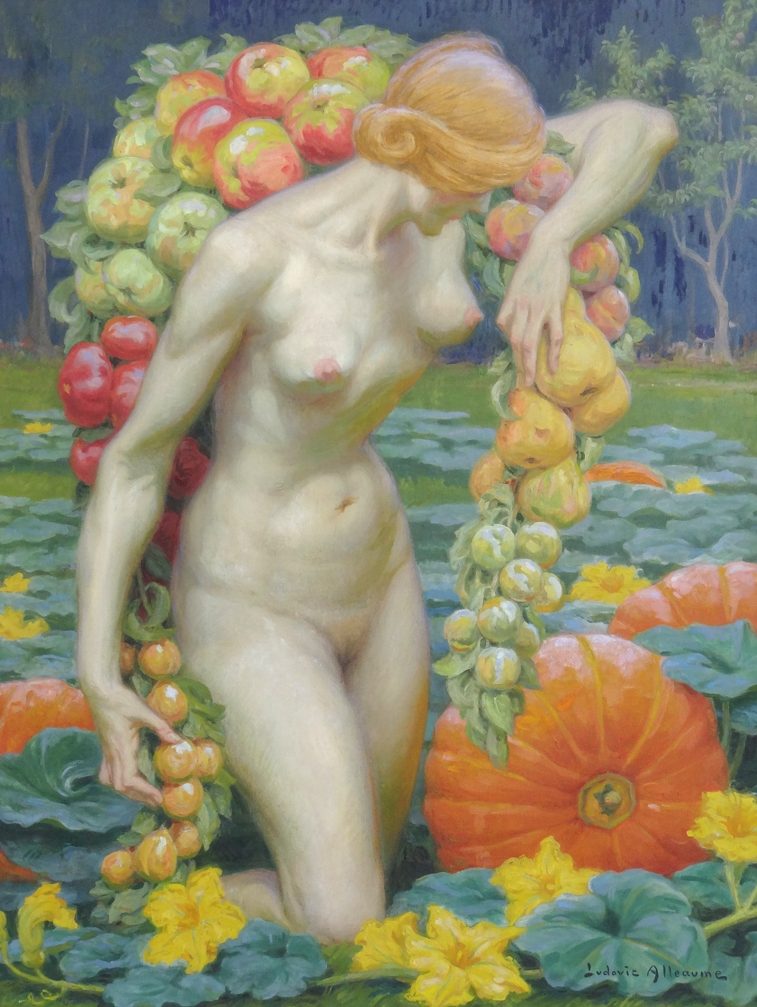
Pomone, 1929, musée des Beaux-Arts de Nantes.

  - Nuit de Noël à Bethléem, huile sur toile ;
  - Portrait de Madame Kilbourg, huile sur toile ;
  - Portrait de Monsieur Kilbourg, huile sur toile.
- Craon, église Saint-Nicolas :
  - Peintures murales, 1892-1899[6], en collaboration avec Ladislas Dymkovski :
    - L'Annonciation ;
    - Apparition du Christ à Marie-Madeleine ;
    - Saint Nicolas apaisant les flots ;
    - Saint Nicolas faisant l'aumône.
- Ernée, Hôtel-Dieu.
- La Bazouge-de-Chemeré, église : vitrail.
- Laval :
  - Caisse d'épargne : peinture plafonnante[6].
  - église Saint-Sulpice de Fougères : verrière[10].
  - musée du Vieux-Château :
    - dessins : Le Repos pendant la fuite en Égypte ; Marc Leclerc ; Portrait de Simone ; Abbaye de Clermont ; Aimez-vous ; Auguste Alleaume ; Baigneuses au crépuscule, soir d'été ; Château dans la région de Laval ; Château de Bel-Air ; Daniel Oehlert ; Dévotion à la beauté ; Étude de mouvement mécanique ; Étude pour espoir de retour 1935 ; Étude sur le mouvement perpétuel (plusieurs dessins) ; Femme assise ; La Chapelle cronaise ; La Buffardière ; Je vous salue Marie ; Intérieur de caserne ; Pierre-Hippolyte Le Tissier (député d'Indre-et-Loire 1820-1830) ; Le Seigneur est en Palestine ; Le Village de Gastines ; Médaille (projet) ; Médaille pour les artilleurs de la Grande Guerre ; Menu au mess de la Garde républicaine ; Moulin aux moines ; Paysage de mer ; Paysage (trois dessins) ; Pour une œuvre de guerre ; Presbytère de Notre-Dame des Cordeliers ; Projet de plafond pour la Caisse d'Épargne ; Promesse de Rédemption, Résurrection ; Promesse de Rédemption ; Recherche sur le mouvement perpétuel (plusieurs dessins) ; Soir de noce ; Un château près de Laval ; Un soir d'été ; Vitrail pour Notre-Dame-des-Airs près Saint-Cloud (deux dessins)[9] ;
    - huiles sur toiles : Fendeurs d'ardoises ; La Sainte Famille.
- Nantes, musée des Beaux-Arts : Pomone, 1929, huile sur toile[11].
- Renazé, ardoisière : Fendeurs d'ardoises.
- Rennes, musée des Beaux-Arts :
  - L'Attente, espoir de retour , huile sur toile ;
  - Main, étude pour espoir de retour, dessin ;
  - Tête et main , études pour espoir de retour, 1935, trois dessins.

## Estampes
- Beethoven et sa muse.
- Phalène et Feux follets, lithographie, 20,5 × 14,5 cm.
- Saint Andoche, Saint Thyrse, et Saint Félix, martyrs, fête le 24 septembre, gravure, 15,5 × 16 cm.

## Salons
- Salon des artistes français :
  - 1887 : Fendeurs d'ardoises, huile sur toile.
  - 1913 : Le Coucher, huile sur toile.
  - 1938.

## Expositions
- Jusqu'au 31 mars 2015, CIAP du château de Sainte-Suzanne, L'œuvre d'Auguste Alleaume, un maître verrier en Mayenne, suite de l'exposition du 28 avril au 29 août 2014.